# Xã Paint, Quận Somerset, Pennsylvania
Xã Paint (tiếng Anh: Paint Township) là một xã thuộc quận Somerset, tiểu bang Pennsylvania, Hoa Kỳ. Năm 2010, dân số của xã này là 3.149 người.